# Niederdorf (Szászország)
Niederdorf település Németországban, azon belül Szászország tartományban. Lakosainak száma 1338 fő (2023. december 31.).

## Népesség
A település népességének változása:
| Lakosok száma | 1217 | 1314 | 1324 | 1299 | 1347 | 1338 |
|               | 2014 | 2017 | 2019 | 2021 | 2022 | 2023 |